# Salzerbad
Salzerbad ist eine Ortschaft (Dorf) in der Gemeinde Kleinzell (Niederösterreich) samt gleichnamigem Kurbad nächst dem Halbachtal. Die natürliche Solequelle, die Grundlage des Kurbetriebes ist, war vermutlich schon in römischer Zeit bekannt und wurde seit dem 17. Jahrhundert zur Salzgewinnung genutzt.

## Geschichte
Die natürliche Solequelle, die zu den wenigen natürlichen Solevorkommen Österreichs zählt, wurde bereits seit dem 17. Jahrhundert genutzt. In einem Sudhaus wurde Salz gesiedet.
Franz Vorauer erwarb 1859 das alte „Salzerhaus“ bei Kleinzell und ließ 1861 ein balneologisches Gutachten des Wassers erstellen. Nach dem Tod Vorauers erwarb im Jahr 1886 Maria Rösner das Anwesen sowie die angrenzende Salzquellenwiese. Ihr Ehemann Carl Rösner, Stadtbaumeister von Wien (Baukanzlei: Zimmermanngasse 10, bis 1905 Währing), entwarf und baute den Gutshof zum Kurbad Salzerbad aus, in dem seit 1887 verschiedene Kuren, aber auch Sonnen-, Sand- und Luftbäder sowie Heilgymnastik unter ärztlicher Aufsicht angeboten wurden.
Am 13. Juli 1889 wurde in Salzerbad ein k.k. Postamt eröffnet, das während der jährlichen Kurmonate Mai–Oktober die Post im Weg der durch Botenfahrten erreichten Leobersdorfer Bahn besorgte. (Zustelldienste an: Hotel, Kurhaus, umliegende 14 Villen; Telegrafendienst ab dem 30. Juli 1889).
Nach finanziellen Schwierigkeiten wurde mit Edikt vom 1. Oktober 1894 die auf 421.028 Gulden geschätzte Realität „Salzerbad“ öffentlich feilgeboten und beim letztbestimmten Versteigerungstermin am 9. Februar 1895 von dem aus Királyfalva stammenden Gutsbesitzer Dionys Tihanyi de Ebeczk (Ebeck/Obeckov) erworben, der am 3. Juli 1895 mit seiner Familie die Salzervilla bezog und der die Heilanstalt bis Ende 1897 innehatte: Mit Edikt vom 19. Dezember 1897 wurde die Liegenschaft Salzerbad, nunmehr auf 158.803 Gulden geschätzt, für zwei Termine Anfang 1898 zur öffentlichen Feilbietung bestimmt und kam im April des Jahres an einen Wiener Besitzer, der, nach Renovierungsarbeiten, am 15. Mai 1898 die Kursaison (bei 20 % Begünstigung für Beamte und Militär) eröffnete.
Im Sommer 1900 wurde für den Kurort Salzerbad die Installation einer Acetylengas-Beleuchtung in Aussicht genommen.
Am 30. Juli 1900 fand auf Betreiben der Sparkasse Steyr die Versteigerung von Gut Salzerbad (Kurhaus, Badehaus, Hotel) statt. Ab 1901 bewarb sich Salzerbad als Sommerfrische, ab 1905 als Kaltwasserheilanstalt und stand unter der wirtschaftlichen wie medizinischen Leitung von Josef Rudnik, Gemeindearzt von Kleinzell. Im Juni 1906 wurde das immer noch im Eigentum der Sparkasse Steyr stehende Salzerbad gegen zwei Liegenschaften in Wien abgetauscht (Hillerstraße 6 und 8, Wien-Leopoldstadt).
Nach weiteren Besitzerwechseln konnte sich kein nennenswerter Kurbetrieb mehr etablieren. Der Erste Weltkrieg bedeutete das vorläufige Ende und in Salzerbad wurden vor allem französische Kriegsgefangene interniert. Nach dem Krieg gelangten die Gebäude durch Verkauf ins Eigentum des Evangelischen Vereins für Innere Mission. Im Jahr 1920 wurde ein Erholungsheim des evangelischen Vereins eröffnet, in das vor allem Kinder und Jugendliche zur Erholung geschickt wurden.
Erst 1986 wurde das heutige Kur- und Erholungszentrum errichtet und seit 2008 ist das Kurhotel Salzerbad ein Haus der Dr. Dr. Wagner Gesundheit & Pflege GmbH, in dem Patienten mit Rheuma-, Atemwegs- und Magenerkrankungen behandelt werden. Salzerbad ist heute eine anerkannte Kneippkuranstalt.
Balneologisch wird eine ortsgebundene sulfathaltige Quellsole genutzt. Die im Jahr 1936 erfolgte Anerkennung als Heilquelle wurde zum 1. Jänner 2015 erneuert.

### Verkehr
- Im Juli 1895 bestand der Plan, Kleinzell (Salzerbad) mit einer von Eichgraben (Rekawinkel) nach Hainfeld projektierten Lokalbahn zu erschließen.[18]
- Im Februar 1899 wurde für den Bau einer von Hainfeld nach Salzerbad, Kleinzell und allenfalls darüber hinaus führenden Bahn niederer Ordnung eine Vorkonzession erteilt.
- Im Juni 1900 wurde für die Verbindung von Hainfeld und Salzerbad der Probeverkehr mit Automobilen aufgenommen.